# Mango (Florida)
Mango è un census-designated place (CDP) degli Stati Uniti d'America, situato in Florida, nella contea di Hillsborough.